# Nabil Abdul Tahlak
Nabil Abdul Tahlak, arab. ‏نبيل عبدالتهلك‎ (ur. 10 lipca 1957) – emiracki  strzelec sportowy, olimpijczyk z Atlanty, pierwszy w historii strzelec ze Zjednoczonych Emiratów Arabskich, który wystąpił na igrzyskach olimpijskich.

## Kariera

### Igrzyska olimpijskie
Podczas ceremonii otwarcia igrzysk w Atlancie w 1996 roku Nabil Abdul Tahlak pełnił funkcję chorążego reprezentacji Zjednoczonych Emiratów Arabskich. Był pierwszym emirackim strzelcem sportowym, który pełnił tę rolę podczas ceremonii otwarcia igrzysk olimpijskich.
Na igrzyskach wystąpił w jednej konkurencji – strzelaniu z karabinu pneumatycznego z 10 metrów. W zawodach zajął przedostatnie, 43. miejsce – w rundzie eliminacyjnej zdobył 569 punktów, co pozwoliło mu pokonać tylko reprezentanta Nikaragui, Waltera Martíneza.
Startując w Atlancie Nabil Abdul Tahlak został pierwszym w historii emirackim strzelcem sportowym, który wystąpił na letnich igrzyskach olimpijskich.
| Konkurencja                | Eliminacje | Eliminacje | Eliminacje | Eliminacje | Eliminacje | Eliminacje | Eliminacje | Eliminacje | Finał |
| Konkurencja                | Runda 1    | Runda 2    | Runda 3    | Runda 4    | Runda 5    | Runda 6    | Łącznie    | Łącznie    | Finał |
| Konkurencja                | Runda 1    | Runda 2    | Runda 3    | Runda 4    | Runda 5    | Runda 6    | Wynik      | Miejsce    | Finał |
| -------------------------- | ---------- | ---------- | ---------- | ---------- | ---------- | ---------- | ---------- | ---------- | ----- |
| Karabin pneumatyczny, 10 m | 96         | 97         | 95         | 91         | 96         | 94         | 569        | 43.        | NQ    |